# Verbascum inulifolium
Verbascum inulifolium är en flenörtsväxtart som beskrevs av Hub.-mor.. Verbascum inulifolium ingår i släktet kungsljus, och familjen flenörtsväxter. Inga underarter finns listade i Catalogue of Life.